# Pagellus affinis
 Pagellus affinis és un peix teleosti de la família dels espàrids i de l'ordre dels perciformes.

## Morfologia
Pot arribar als 37 cm de llargària total.

## Distribució geogràfica
Es troba a les costes occidentals de l'oceà Índic (des del Golf Pèrsic fins al Golf d'Aden i les costes septentrionals de Somàlia).